# Ryslinge kommun
Ryslinge kommun var en kommun i Fyns amt i Danmark. Den ingår sedan 2007 i Fåborg-Midtfyns kommun.